# Плаксієв Юрій Олексійович
Плаксієв Юрій Олексійович (народився 8 листопада 1932 року) — український архітектор, кандидат архітектури, член-кореспондент Академії архітектури України, один з авторів проєкту Кіноконцертної зали «Україна» в Харкові.

## Життя і кар'єра
Юрій Плаксієв народився 8 листопада 1932 року в Харкові. У 1951 році закінчив Пісочинську середню школу. З 1947 по 1950 роки навчався у Харківському училищі прикладних мистецтв. У 1951 році вступив на архітектурний факультет Харківського інженерно-будівельного інституту, який закінчив у 1957 році.
Працював архітектором у проєктних інститутах «ПромбудНДІпроект» (1957—1963), Харківській філії «Діпроміста» (з 1964 року - інститут «Харківпроект») (1963—1966), «Харківметропроект» (1967).

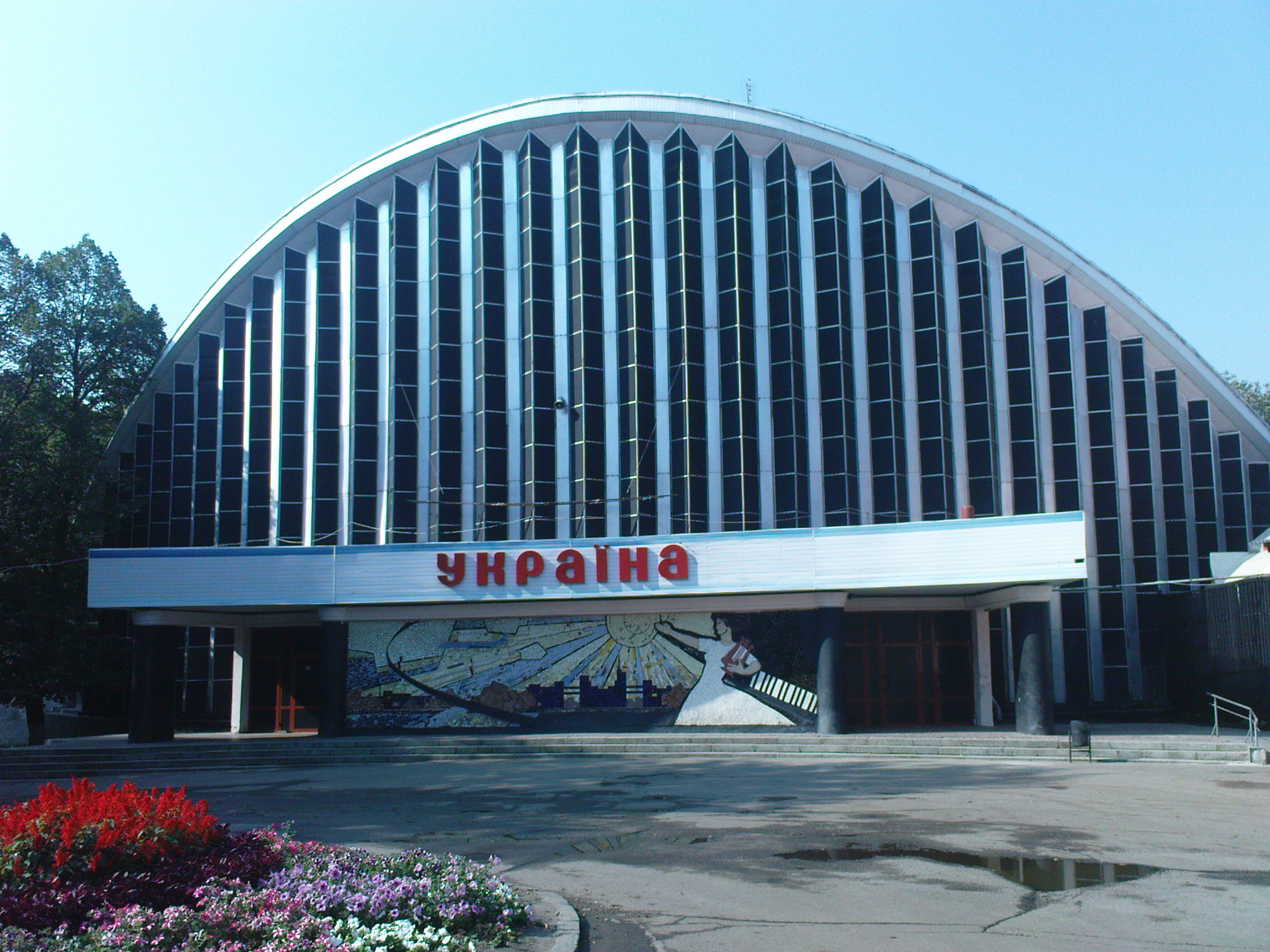
Кіноконцертна зала «Україна», Харків

У 1958 році Юрій Плаксієв у співавторстві з Вадимом Васил`євим розробив конкурсний прєкт Кіноконцертної зали «Україна» в Харкові, який був відзначений премією на огляді творчості молодих архітекторів країни. Будівля розміщена в глибині саду імені Тараса Шевченка. Це — одна з перших в країні споруд з вантовим покриттями сідловидної форми. Зовнішній і внутрішній вигляд будівлі органічно пов'язаний з його оригінальним конструктивним рішенням. Основне навантаження від оболонки і несучого арочного контуру передається на два потужних фундаментних ядра. Також слід відзначити новаторське застосування тонкої армоцементної оболонки. Глядацька зала, призначена для концертних виступів і показу широкоекранних і широкоформатних фільмів, вміщує 2000 глядачів. Будівництво зали обійшлася у 4-5 разів дешевше типових кінотеатрів. Фасади будівлі за проєктом  повинно було прикрашати оригінальне декоративне панно з глазурованих керамічних плиток авторства скульптора Юрія Морозова. Але його не дозволили зробити партійні органи і існуюче панно дороблялося в авральному режимі самими авторами проекту.
У 1966—1967 роках Юрій Плаксієв викладав у Харківському художньо-промисловому інституті. З 1967 по 1970 роки навчався в аспірантурі у Московському архітектурному інституті. З 1971 по 2015 роки викладав на архітектурному факультеті Харківського інженерно-будівельного інституту. Був професором кафедри архітектурного пректування.
Юрій Плаксієв є членом-кореспондентом Академії архітектури України з 2008 року, членом Міжнародної ради з просторових конструкцій та членом Спілки архітекторів України з 1966 року.

## Вибрані проєкти
- Кіноконцертна зала «Україна», Харків (арх. В. С. Васильєв, Ю. О. Плаксієв, В. О. Рєусов, інж. Л. Б. Фрідган, 1959—1963)
- Великопролітні ангари для літаків (1960—1963)
- Проєкт Виставкової зали у Парку імені Максима Горького, Харків (1964)
- Мікрорайон «Північ-3», Санкт-Петербург (1964)
- Проєкт детального планування зони «Б» житлового масива Селекційної станції, Харків (арх. Г. Б. Кесслер, Ю. О. Плаксієв, П. І. Арєшкін)[4]
- Станція метрополітену «Стадіон» (нині «Спортивна»), Харків (1967)[5]
- Дизайн знаку Харківського метрополітену (1967)
- Проєкт ліфта і тунелю виходу на пляж для санаторія «Заполяр'є», Сочі (1967)
- Виставкова зала, Москва (1975)

## Нагороди
У 1978 році Юрій Плаксієв був відзначений медаллю «За трудову доблесть», медалями «Відмінник освіти України» і «За доблесну працю».